# Ohain (Belgique)
Pour les articles homonymes, voir Ohain.
 (juillet 2025).
Si vous disposez d'ouvrages ou d'articles de référence ou si vous connaissez des sites web de qualité traitant du thème abordé ici, merci de compléter l'article en donnant les références utiles à sa vérifiabilité et en les liant à la section « Notes et références ».
Ohain [ɔɛ̃] est une section de la commune belge de Lasne, située en Région wallonne dans la province du Brabant wallon. Les autres sections constituant la commune de Lasne sont Lasne-Chapelle-Saint-Lambert, Couture-Saint-Germain, Maransart et Plancenoit.

## Toponymie
Étymologiquement, l'orthographe d' « Ohain » a souvent varié. En 1154, Ohain s’orthographiait « Olhem », puis en 1241 « Hohain » et « Oilhain » en 1374. L’origine serait « Holhem »[réf. nécessaire], ce qui signifie une habitation près d’un trou.

## Géographie
Ohain se trouve sur la pente d’une colline. Cette région est entourée par plusieurs communes telles que Rixensart, La Hulpe et Waterloo. Ohain est réputée pour son agriculture et pour la diversité et la beauté de son paysage. Plusieurs cours d’eau traversent la commune, comme la Lasne (qui est un affluent de la Dyle) et quelques ruisseaux, dont le Smohain . Cette section de la commune de Lasne a une altitude de 84 mètres[précision nécessaire]. Elle comprend un peu moins de 6 000 habitants pour une superficie d’environ 2 000 hectares. Les chemins d’accès sont assez rares ou difficiles[réf. nécessaire].

## Démographie
Malgré sa proximité avec Bruxelles, l'entité est relativement peu urbanisée (Ohain comprend un peu moins de 6 000 habitants pour environ 20 km2). De nombreuses activités y sont toutefois organisées[Lesquelles ?] et de nombreux lieux sont à visiter[Lesquels ?]. Ces facteurs contribuent à l’augmentation très importante[précision nécessaire] du nombre d’habitants et du prix des loyers. En 1870, Ohain comptait 1 050 habitants[réf. nécessaire]. Le prix des loyers, quant à lui, a quintuplé depuis un siècle[réf. nécessaire].
Les entrées compensent les sorties car plus de 1 200 personnes y transitent chaque année[précision nécessaire].
- Sources : INS. Rem. : 1831 jusqu'en 1970 = recensements, 1976 = nombre d'habitants au 31 décembre.

## Histoire
Ohain est une région longtemps restée forestière avec la forêt de Soignes au nord, et des bois qui s’étendaient jusqu’à Braine-l'Alleud et Genappe[réf. nécessaire]. Ce n’est qu’en 1227 que le châtelain de Bruxelles, Léon I, déclare que la terre est de nouveau cultivable[réf. nécessaire]. Il fait alors construire le village de Plancenoit[réf. nécessaire] qui deviendra une commune avoisinante d’Ohain. Celles-ci vont être soudées pendant plus d’un siècle jusqu’à leurs séparations en 1342[réf. nécessaire].
Lors de la bataille de Waterloo en 1815, les premières lignes de la Septième Coalition occupèrent le territoire d'Ohain.
Deux plaques commémoratives ont été posées à l'entrée de la maison communale[précision nécessaire]. L'une, en remerciement de la part des familles des victimes de l’offensive ennemie[Laquelle ?], est destinée aux habitants d’Ohain dont l’aide avait alors été précieuse. L'autre plaque commémore l’évènement historique qui s’est déroulé en août 1941 : la naissance du programme national de la Sécurité sociale, dont l’accord a été passé à Ohain.

## Armoiries
|  | Blasonnement : D'argent aux trois tourteaux de gueules. - Arrêté royal : 3 juillet 1925 Source du blasonnement : Blason d'Ohain sur le site Heraldry-wiki.com |

## Patrimoine et culture

### Patrimoine architectural
Le village est ramassé autour de sa place communale dont l'ensemble des bâtisses brabançonnes remontent au XVIIIe siècle.

### Culture

#### Littérature
Victor Hugo, dans son roman Les Misérables consacre un long récit épique à la bataille de Waterloo. Il fait une description spectaculaire  de la charge des cuirassiers français du général Dubois, lancés au galop contre les lignes britanniques (en) et qui déboule sur un chemin creux de Braine-l'Alleud à Ohain, non repéré et où les chevaux s'écroulent :

« C’était le chemin creux d’Ohain. L’instant fut épouvantable. Le ravin était là, inattendu, béant, à pic sous les pieds des chevaux, profond de deux toises entre son double talus ; le second rang y poussa le premier, et le troisième y poussa le second ; les chevaux se dressaient, se rejetaient en arrière, tombaient sur la croupe, glissaient les quatre pieds en l’air, pilant et bouleversant les cavaliers, aucun moyen de reculer, toute la colonne n’était plus qu’un projectile, la force acquise pour écraser les anglais écrasa les français […] Presque un tiers de la brigade Dubois croula dans cet abîme (deuxième partie, livre 1, chapitre 9) »

Cet épisode est largement imaginaire. La brigade commandée par Jean-Baptiste Milhaud n'a pas eu à traverser la partie encaissée du chemin creux, aucun des officiers commandant cette charge n'a été tué à ce moment et aucun témoin français ou britannique ne mentionne une pareille chute.

#### Musique
Le chanteur Marc Aryan y crée le Studio Katy (ou plutot le relocalise, celui-ci étant avant a Waterloo). C'est par conséquent ici que Patrick Hernandez a mixé le titre disco Born to Be Alive; préalablement enregistré a Mouscron et que Marvin Gaye a enregistré son dernier 33 tours, Midnight Love, en 1982.

## Galerie

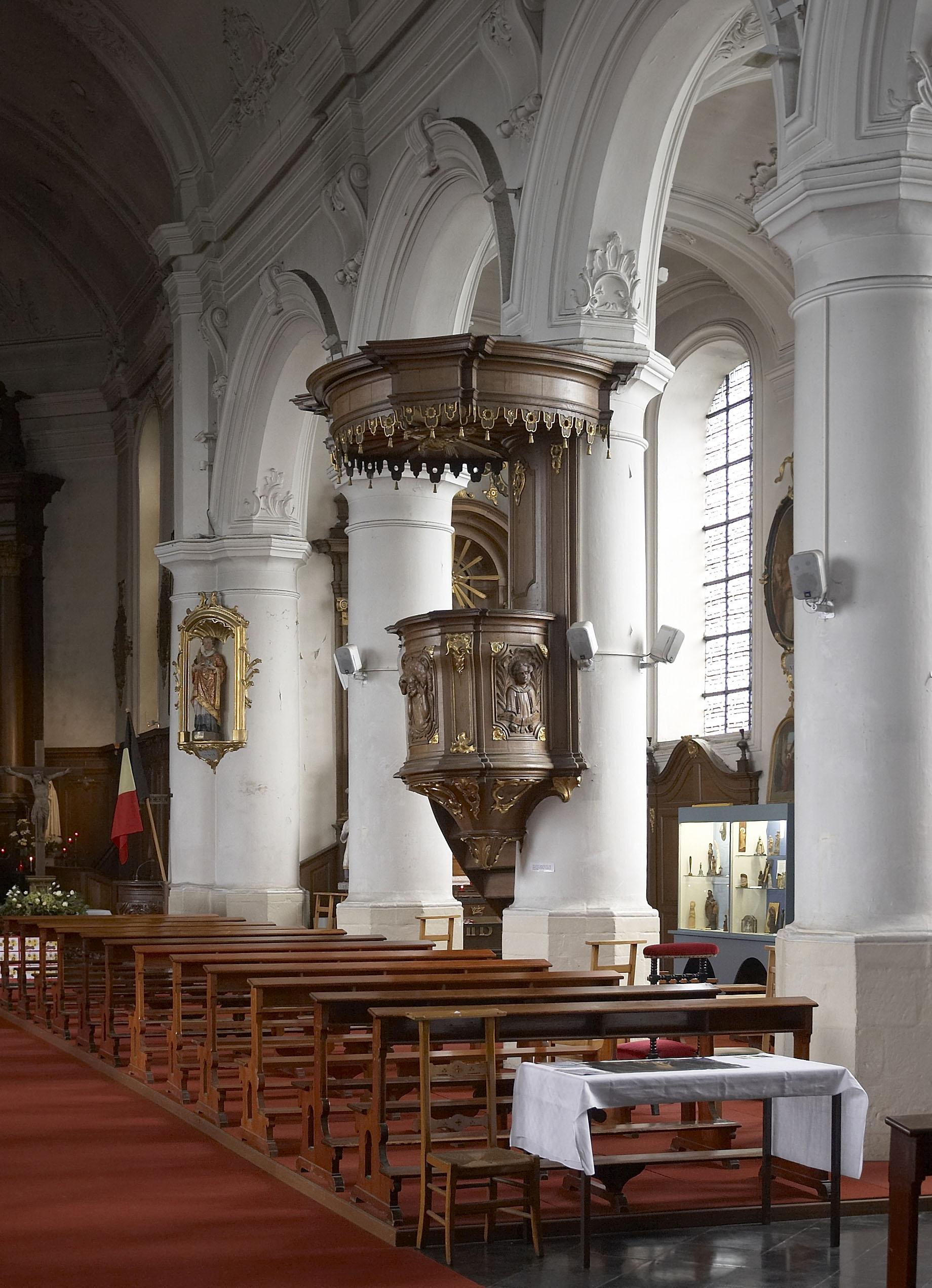
Église Saint-Étienne.
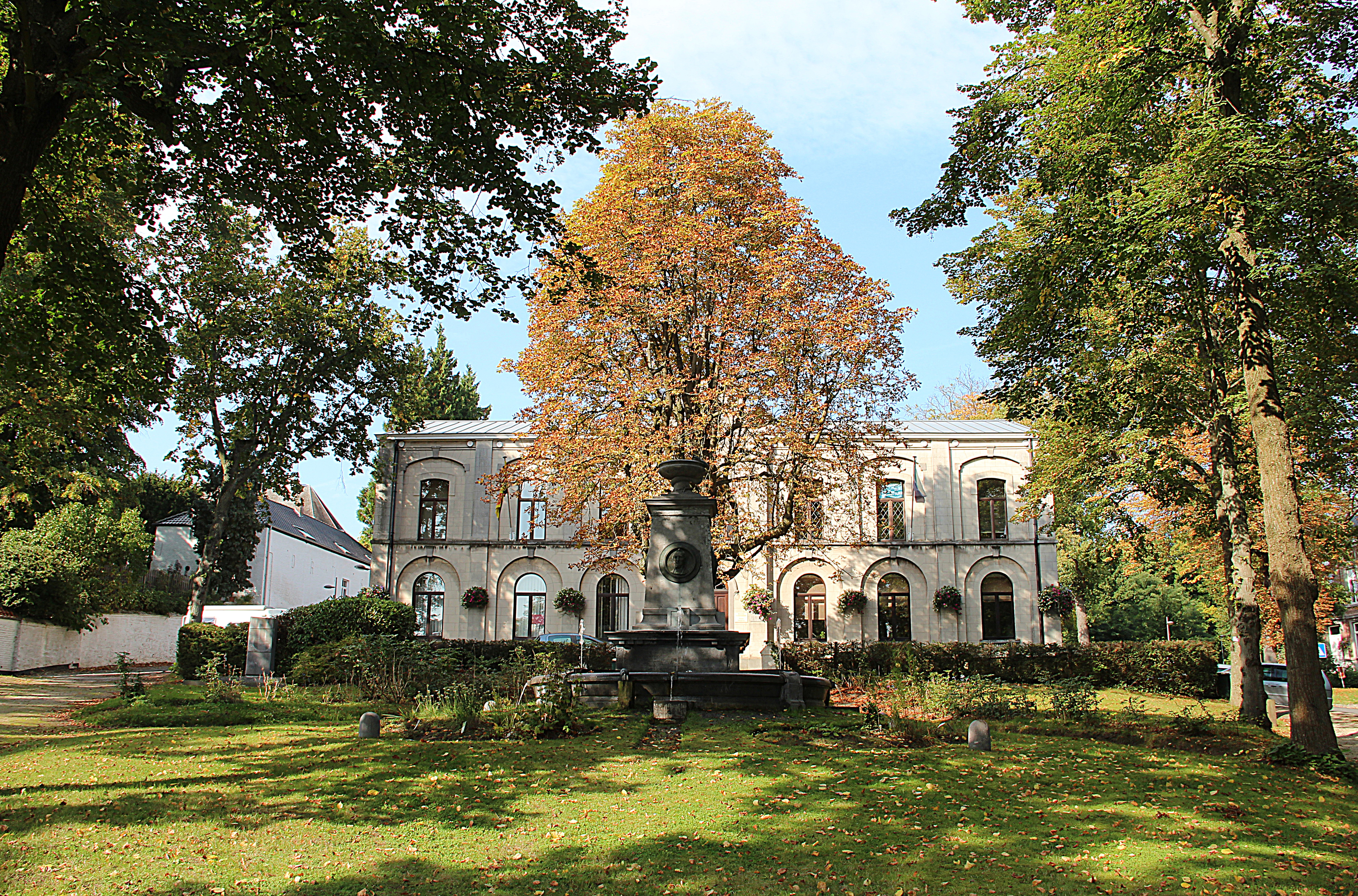
Place communale
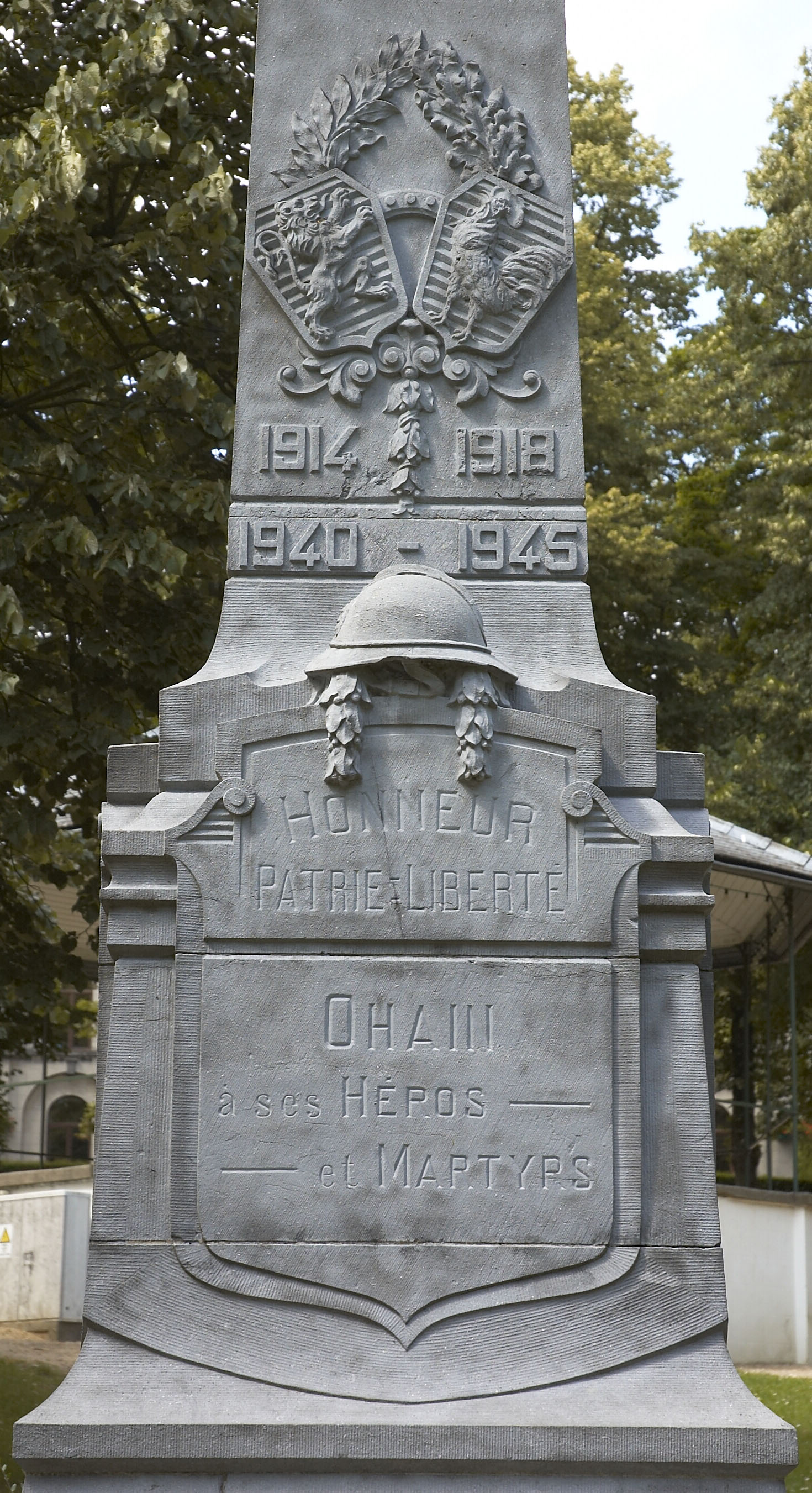
Monument aux Morts.